# Piazzole
 Piazzole  là một xã ở tỉnh Haute-Corse trên đảo Corse, Pháp. Xã này có diện tích 3,86 km², dân số năm 1999 là 43 người. Khu vực này có độ cao 450 mét trên mực nước biển.